# Халдун аль-Мубарак
Халдун Халіфа аль-Мубарак (араб. خلدون المبارك; нар. 1976) — Еміратський підприємець.
Навчався в США і розпочав кар'єру в сфері будівництва та нерухомості, ставши генеральним директором Mubadala Development Company. Він входить в цілий ряд рад, у тому числі First Gulf Bank, Aldar Properties і Феррарі. Аль-Мубарак також є членом виконавчої Ради емірату Абу-Дабі і голова виконавчого органу справ.
Аль-Мубарак став головою футбольного клубу «Манчестер Сіті», коли клуб був куплений шейхом Мансуром з Abu Dhabi United Group у вересні 2008 року. Він вважається «одним з найбільш довірених радників королівської родини».

## Раннє життя
Аль-Мубарак народився в 1976 році в Абу-Дабі, Об'єднані Арабські Емірати. Він отримав ступінь в галузі економіки та фінансів в Університеті Тафтса в Бостоні, штат Массачусетс.

## Нафта
Аль-Мубарак працював в Національній нафтовій компанії Абу-Дабії. Після роботи в нафтовій компанії, він був прийнятий на роботу в UAE Offsets Group, де він обіймав низку посад. Згодом він взяв на себе обов'язки виконавчого віце-президента Dolphin Energy.

## Нерухомість і будівництво
Аль-Мубарак був призначений генеральним директором і управляючим директором державної інвестиційної компанії Mubadala Development Company, чиї проекти включають в себе $5 млрд алюмінієвого заводу в економічному місті короля Абдалли. Компанія володіє частками в ряді компаній, у тому числі 5-процентну частку в «Феррарі»,  8,1 % акцій Advanced Micro Devices, на 7,5 % акцій в Carlyle Group і частку в General Electric.
У травні 2005 року він був призначений віце-головою Oasis International Leasing, лізингової комапанії Абу-Дабі. Через Mubadala Development, Аль-Мубарак займає пост віце-голови Piaggio Aero, і віце-голови LeasePlan.

## Уряд
Коли урядом Абу-Дабі був змінений в 2006 році, Аль-Мубарак став головою виконавчого органу справ і членом виконавчої Ради емірату Абу-Дабі. Він також є членом Ради освіти Абу-Дабі, директором Ради з економічного розвитку Абу-Дабі (ABCED), та головою організації та управління відділом. Аль-Мубарак є співголовою торгової палати США-ОАЕ.
Американські ЗМІ охарактеризували Аль-Мубарак, як одного «з найбільш довірених радників королівської родини» і він має «близькі стосунки з Наслідним принцом Мухаммедом бін Заєдом аль-Нахаяном».

## Автоспорт
Аль-Мубарак, як голова Abu Dhabi Motor Sport Management Company, працював, щоб принести автогонки в регіон і провів переговори з ФІА по Абу-Дабі Гран-Прі з Формули-1. 

## Футбол
На початку вересня 2008 року власник Манчестер Сіті Таксіна Чинавата погодився продати всі свої акції шейху Мансуру з Абу-Дабі. У вівторок, 23 вересня 2008 року угода була укладена, і акції були переведені в Abu Dhabi United Group, приватної акціонерної компанії, якою володіє Шейх Мансур, Новий власник призначив Аль-Мубарака на посаду Голови Ради директорів клубу, з Ферран Соріано в якості головного виконавчого директора.
14 травня 2011 року Сіті виграло Кубок Англії, здобувши перший трофей після 35 років, перемігши «Сток Сіті» 1:0 у фіналі. 13 травня 2012 року, завдяки двом голам, забитим у доданий час в останній грі сезону,, «Манчестер Сіті» став переможцем Прем'єр-Ліги, вигравши чемпіонат вперше з сезону 1967-68.

## Інституційний контроль
Аль-Мубарак є членом Ради директорів  університету Нью-Йорка, і станом на  2013 курирував розвиток кампусу в Абу-Дабі.
Через Mubadala Development, Аль-Мубарак є головою Діабет-центру Імперського коледжу в Лондоні (ICLDC), який був відкритий в Абу-Дабі в 2006 році.

## Особисте життя
Аль-Мубарак одружився з Наді Севейл Аль-Мубарак, , яку він вперше зустрів, коли вони обидва були в старшій школі, і у них двоє дітей.
У 2007 році Аль-Мубарак став командувачем Ордена італійської солідарності за підтримку «економічних відносин» між Італією і ОАЕ.
У 1984 році, коли Аль-Мубарак був дитиною, його батько, посол ОАЕ у Франції Халіфа Аль Мубарак, був убитий в Парижі терористичним угрупуванням Абу-Нідаля.